# 遅発性ウイルス
遅発性ウイルス（ちはつせいウイルス。英：slow virus）とは、発生までの動きが遅い、即ち潜伏期間が長い感染症の病原ウイルスである。遅発ウイルスやスローウイルスともいう。対義語で、発生までの動きが速いウイルスは速発性ウイルス (英：fast Virus)という。
ヒトでは亜急性硬化性全脳炎 (SSPE)を起こす変異型麻疹ウイルス、進行性多巣性白質脳症（PML）を起こすJCウイルスが知られる。ウマでは、ウマ伝染性貧血症ウイルス、ヒツジではマエディ・ビスナウイルスが知られる。
遅発性ウイルスによる感染症を遅発性ウイルス感染症という。遅発性ウイルス感染症のうち亜急性硬化性全脳炎と進行性多巣性白質脳症では、長い潜伏期のメカニズムは異なる。また、長い経過で病状が変わる肝炎ウイルスは、遅発性ウイルスには含めない。定義には曖昧な部分がある。
医学系の文献では、潜伏期間の極めて長い神経疾患の原因ウイルスにかぎって定義する傾向があり、ウイルス学では長い潜伏期間で動物に神経疾患とその他の重症な病気をおこすウイルスとして、より広く定義をする傾向がある。歴史的には、伝達性海綿状脳症の原因として提唱された概念であった。しかし、伝達性海綿状脳症がプリオン病として独立したため、本来のウイルスだけが残った。

## 歴史的背景
1892年に最初の濾過性の病原体が発見されている。1927年頃にウイルスと用語が統一された様である。数十の疾患をウイルス性と列挙する総説も当時すでにあった。この間、動物の感染実験、物理･化学的な性質、培養、免疫、発癌性などの研究が重ねられた。
当時のウイルス定義は、濾過性であることと光学顕微鏡で見ることができないことの二点である。実態をとらえてはいないが、細胞中でウイルスが増殖し、細胞が膨張し、核が分裂し、封入体などを形成するなどの組織の異常（病理）が判明していた。1940年には電子顕微鏡による観察が始められた（当時の基準でのウイルスであって、厳密にはファージである可能性がある）。
この時代背景の中で、J.Cuilleのスクレイピーの伝達実験(1936年)から、1954年にB.シガードソン(Bjoern Sigurdsson)が病原体として、遅発性ウイルスを予想した。さらに、1959年、W.J.Hadlowが、スクレイピーとクールー病(KURU)の海綿状態の類似性につき論文を発表した。この前後、進行性の神経難病の組織を高等哺乳類に接種する実験が行われていたが、いずれも不成功であった。
しかし1966年、ダニエル・カールトン・ガジュセックにより、チンパンジーに、クールー病(Kuru)を接種して発病した報告がなされ、遅発性ウイルス感染症であると提唱した。1968年には、C.J.Gibbsによりクロイツフェルト・ヤコブ病のチンパンジーへの伝達が報告されている。その後、感染組織の海綿状態を共通項として、一連の疾患の伝達が成功する。しかし、後にプリオン病としてまとめられて独立した。
これらに平行して亜急性硬化性全脳炎の研究で、ウイルスとしては比較的大型の麻疹ウイルスの存在が、1963年に電子顕微鏡で感染組織に証明された。その後、遅発性ウイルスの代表的存在となり、神経難病との関連が論じられた時期もあった。しかし、その後は、ウイルス感染症の特殊例としての扱いになった。